# São João da Fronteira
São João da Fronteira is een gemeente in de Braziliaanse deelstaat Piauí. De gemeente telt 5.174 inwoners (schatting 2009).